# Han Sai Por

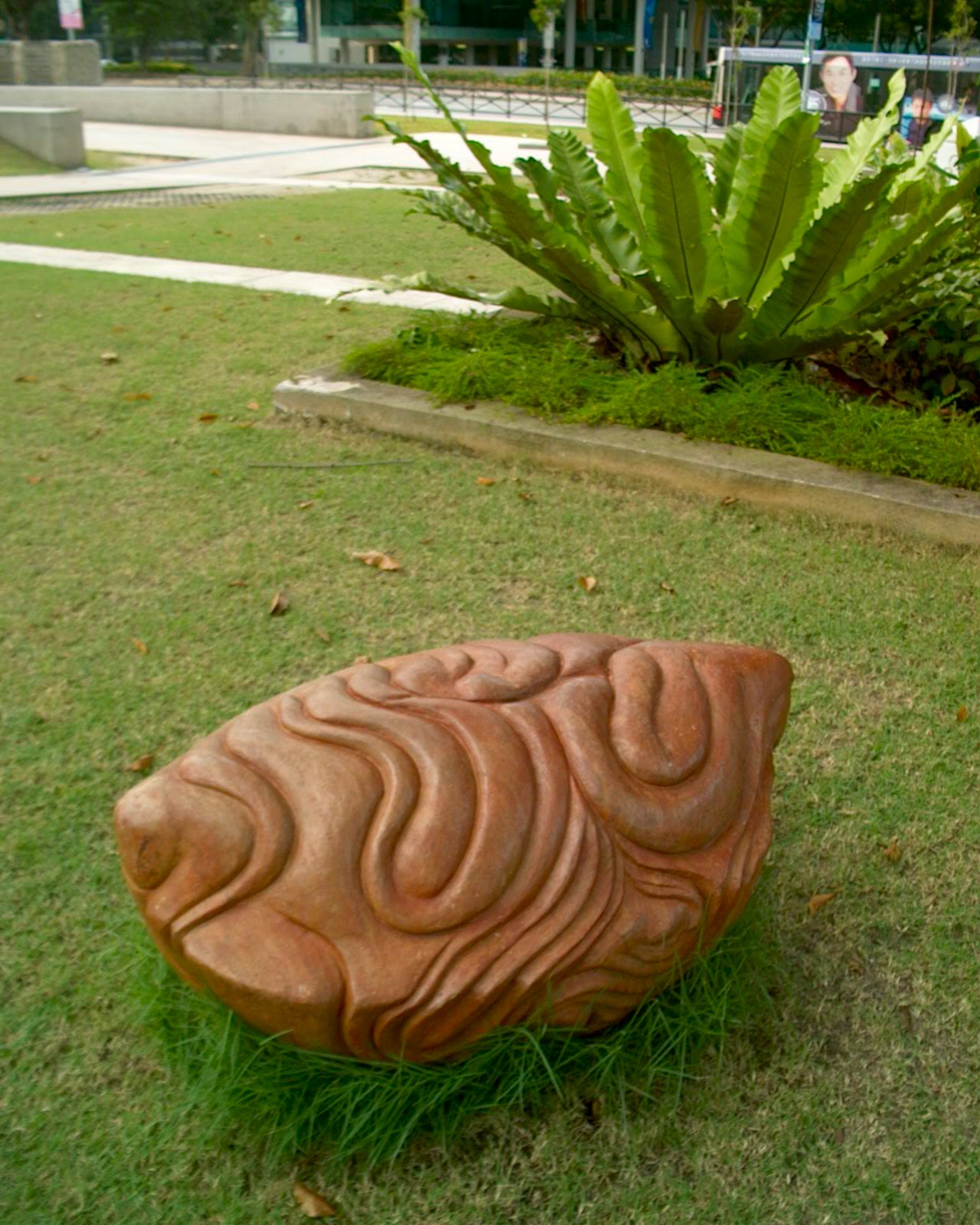
Das kleinere der beiden Teile der Skulptur Seeds der Bildhauerin Han Sai Por, die sich auf dem Gelände des Nationalmuseums von Singapur befindet. Die beiden Stücke wurden aus Sandstein geschnitzt, der während der Sanierung des Nationalmuseums ausgegraben wurde

 Han Sai Por (chinesisch 韓少芙, Pinyin Hán Shào Fú; * 19. Juli 1943 in Singapur) ist eine singapurische Bildhauerin. Sie ist Gründungspräsidentin der Singapore Sculpture Society.

## Leben und Werk
Han wurde als eines von sechs Kindern während der japanischen Besatzung geboren. Da sich die Familie keine angemessene Unterkunft leisten konnte, lebten sie in einem Haus aus Kartons und Kokosblättern in Changi. Sie besuchte die Han Yock Eng High School (heute Yuying Secondary School) und wurde von 1965 bis 1968 am Singapore Teacher Training College ausgebildet. Während sie als Lehrerin arbeitete, besuchte sie von 1975 bis 1977 Kurse an der Nanyang Fine Arts Academy (NAFA) und studierte dann in Großbritannien von 1979 bis 1980 Bildende Kunst am East Ham College und dann bis 1983 am Wolverhampton School of Art, wo sie einen Bachelor of Arts in Bildender Kunst erwarb.
Sie kehrte 1983 nach Singapur zurück und unterrichtete an der Nanyang Girls’ High School, als Teilzeit-Dozentin von 1987 bis 1993 an der NAFA und dem LASALLE-SIA Art College und von 1994 bis 1996 am National Institute of Education der Nanyang Technological University. Anschließend studierte sie von 2004 bis 2008 Landschaftsdesign an der Lincoln University in Canterbury, Neuseeland.
Seit 1996 arbeitete sie als selbständige Bildhauerin, wobei ihre bevorzugten Materialien für ihre Skulpturen Marmor und Granit sind. Am 19. Mai 2001 gründete sie die Singapore Sculpture Society. Diese gemeinnützige Organisation setzt sich aktiv für die künstlerische Entwicklung ihrer Mitglieder durch Ausstellungen, Workshops und Symposien ein.

## Ausstellungen (Auswahl)
- 1985: 2. Asiatische Kunstausstellung, Kunstmuseum Fukuoka, Japan[2]
- 1985: Singapur-Skulpturenausstellung, Kunstgalerie des Nationalmuseums, Singapur
- 1986: Ausstellung zeitgenössischer asiatischer Kunst, Nationalmuseum für moderne Kunst, Seoul, Südkorea
- 1987:  Auf dem Weg zum Frieden: 5. Symposium für asiatische Skulpturen, Kuala Lumpur, Malaysia
- 1989: 3. Asiatische Kunstausstellung, Fukuoka Museum, Japan
- 1990: Skulptur in Singapur, National Museum Gallery, Singapur
- 1991: Quarry Art Exhibition, British Council, Singapur
- 1992: Shodoshima International Sculpture Symposium, Japan
- 1993: Yashiro International Sculpture Symposium, Japan
- 1996: Hojer International Sculpture Symposium, Dänemark
- 1997: Internationale Schneeskulptur, Quebec, Kanada
- 2000: Kunst im Park 2000, Christchurch, Neuseeland
- 2000: Orchid Journey, Suzhou, China
- 2002: Borrow Landscape, Indonesien

### Einzelausstellungen
- 1993: Four Dimensions, National Museum Art Gallery, Singapur
- 1999: Rain Forest, Plastic Kinetic Worms, Singapur
- 2002: 20 Tonnes – Physical Consequences, ARTrium@MITA & Art-2 Gallery, Singapur
- 2006: Oasis, Sculpture Square, Singapur
- 2009: The Changing Landscape, The Luxe Art Museum, Singapur
- 2011: The Black Forest, Jendela, Esplanade, Singapur 46
- 2014: Moving Forest, Singapur Tyler Print Institute, Singapur 47
- 2019: Dance With the Wind 《隨風起舞》[3]
- 2022: The Forest and Its Soul, STPI

## Werke (Auswahl)

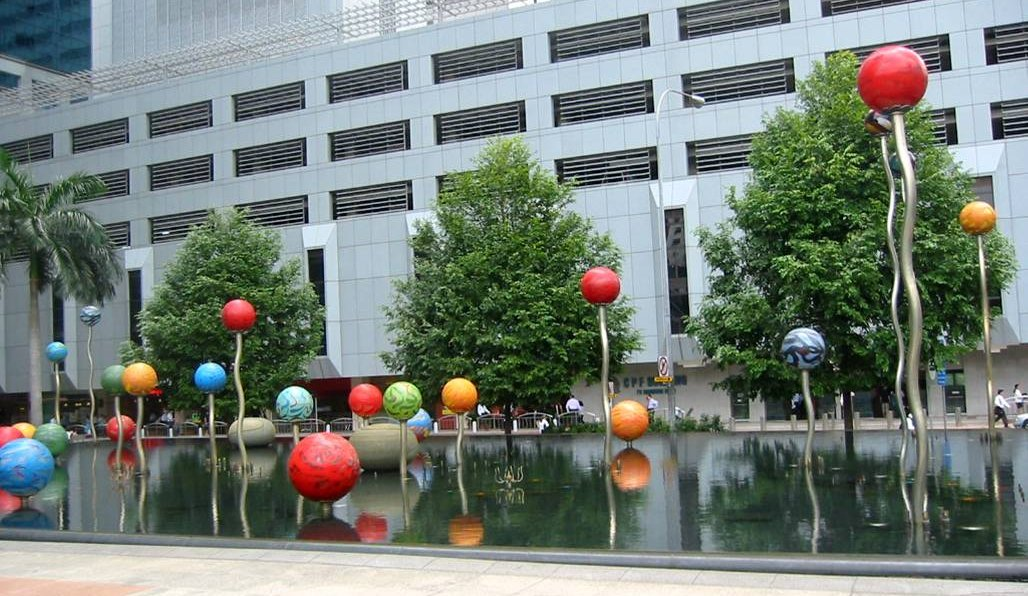
Shimmering Pearls I (1999), Han's erste Glasarbeit vor dem Capital Tower (Singapur)
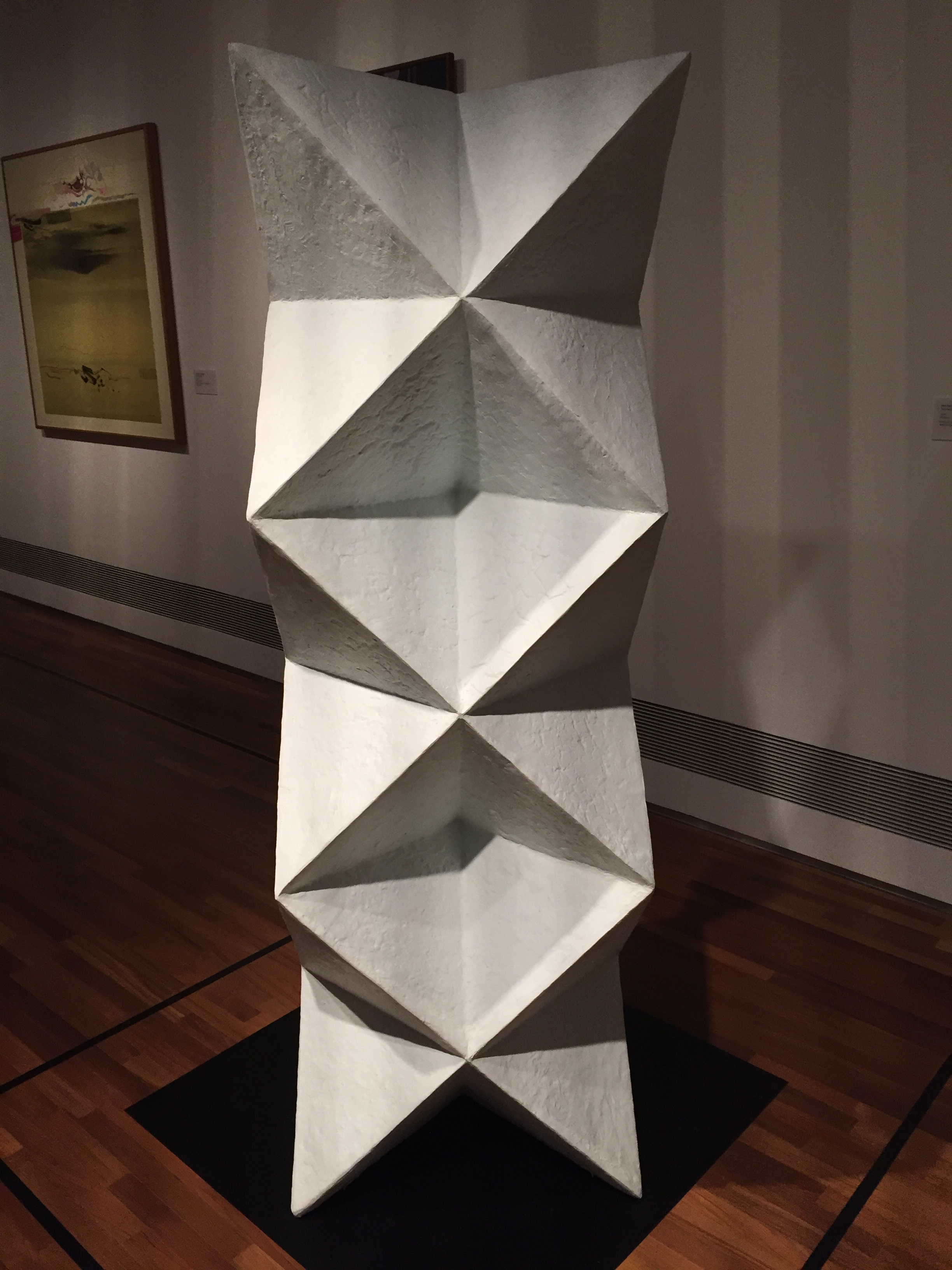
Tetraeder Interprenetration (1993)
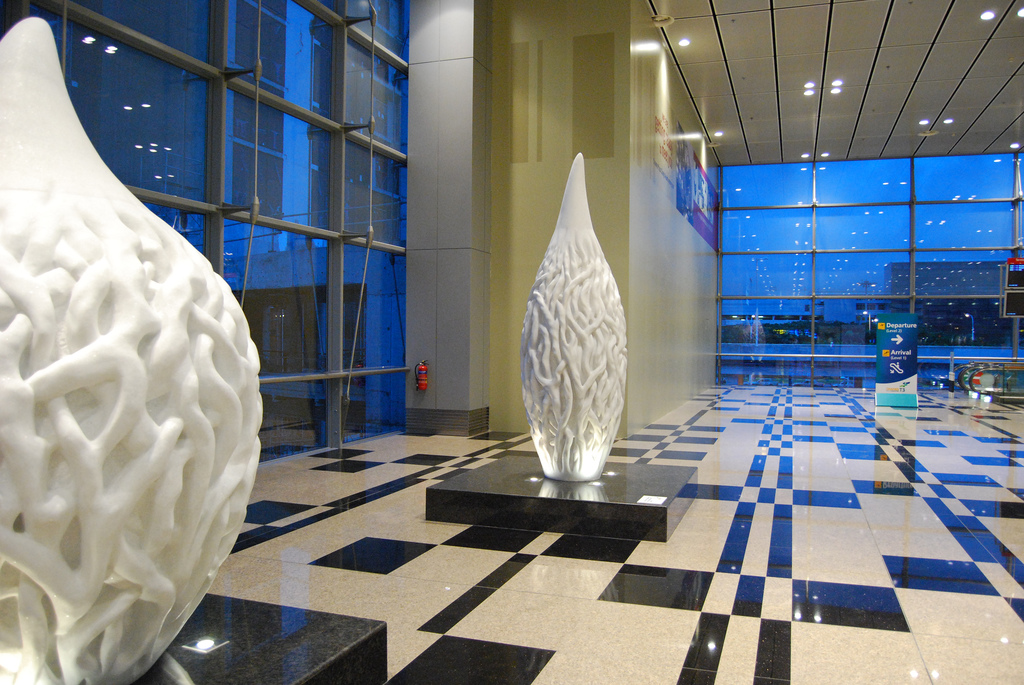
Skulptur Flora Inspiration, die sich im Terminal 3 des Singapore Changi Airport befindet
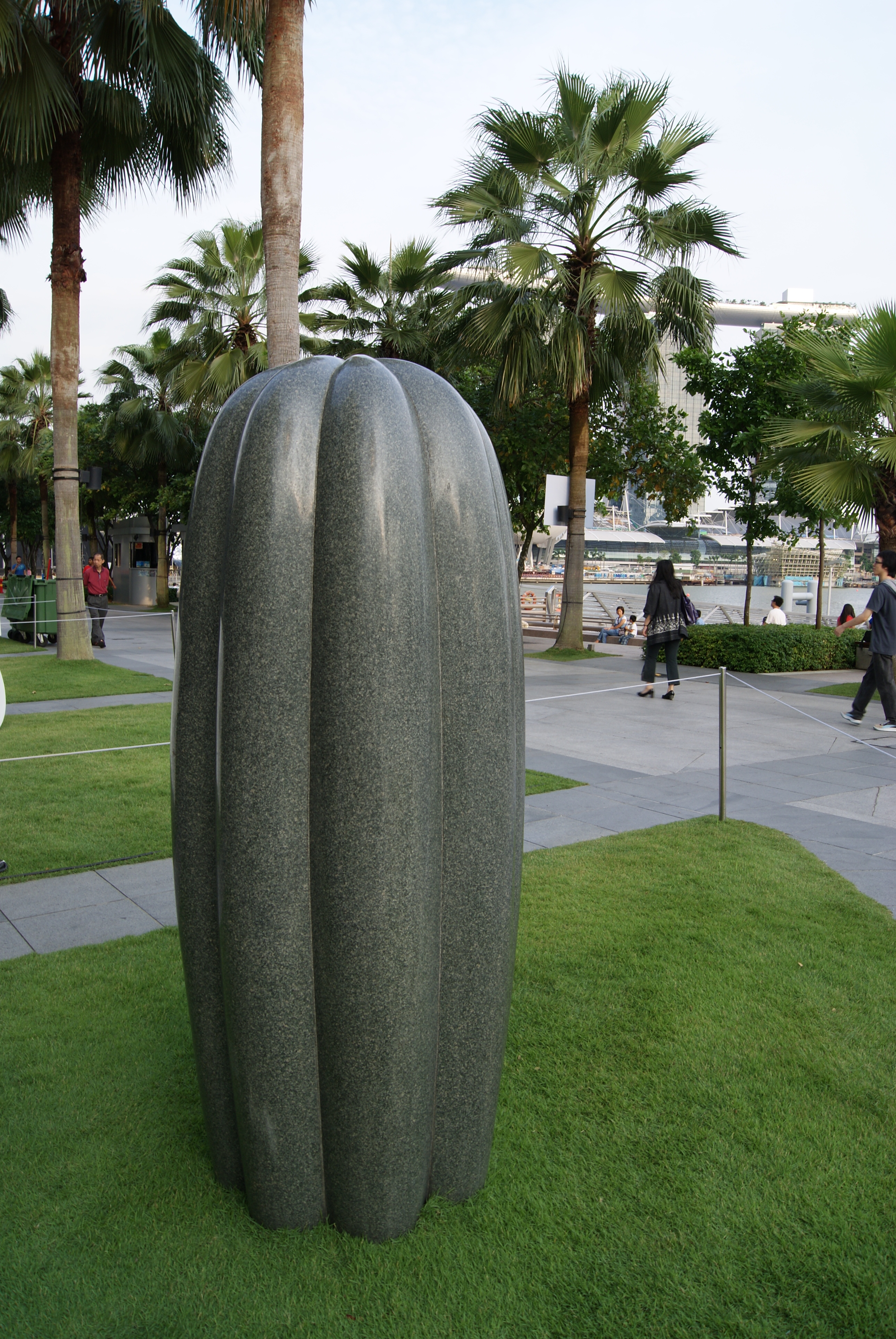
Eine Skulptur in Form einer Frucht oder eines Samens auf dem Gelände der Esplanade – Theatres on the Bay
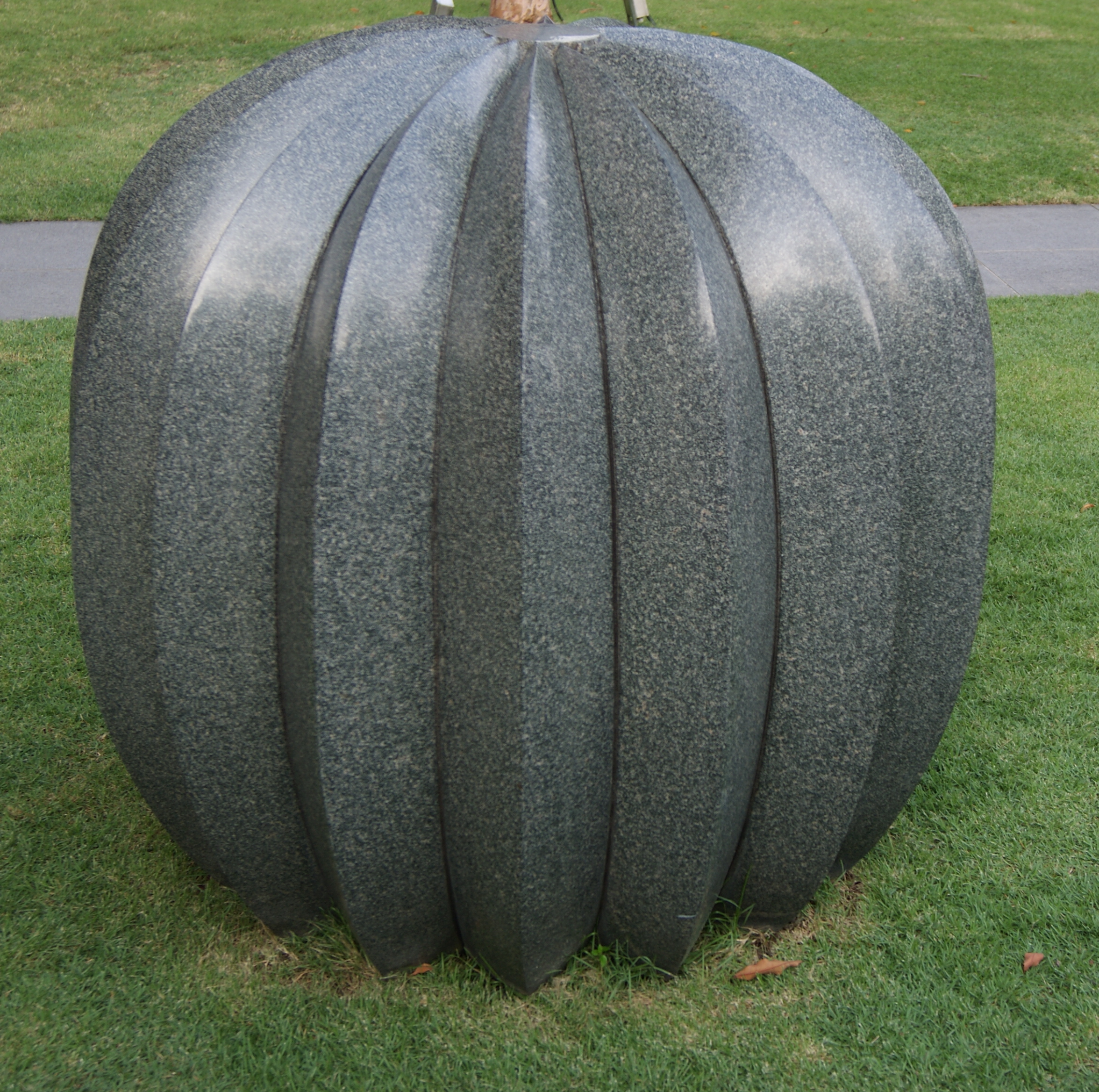
Eine Skulptur in Form einer Frucht oder eines Samens auf dem Gelände der Esplanade – Theatres on the Bay
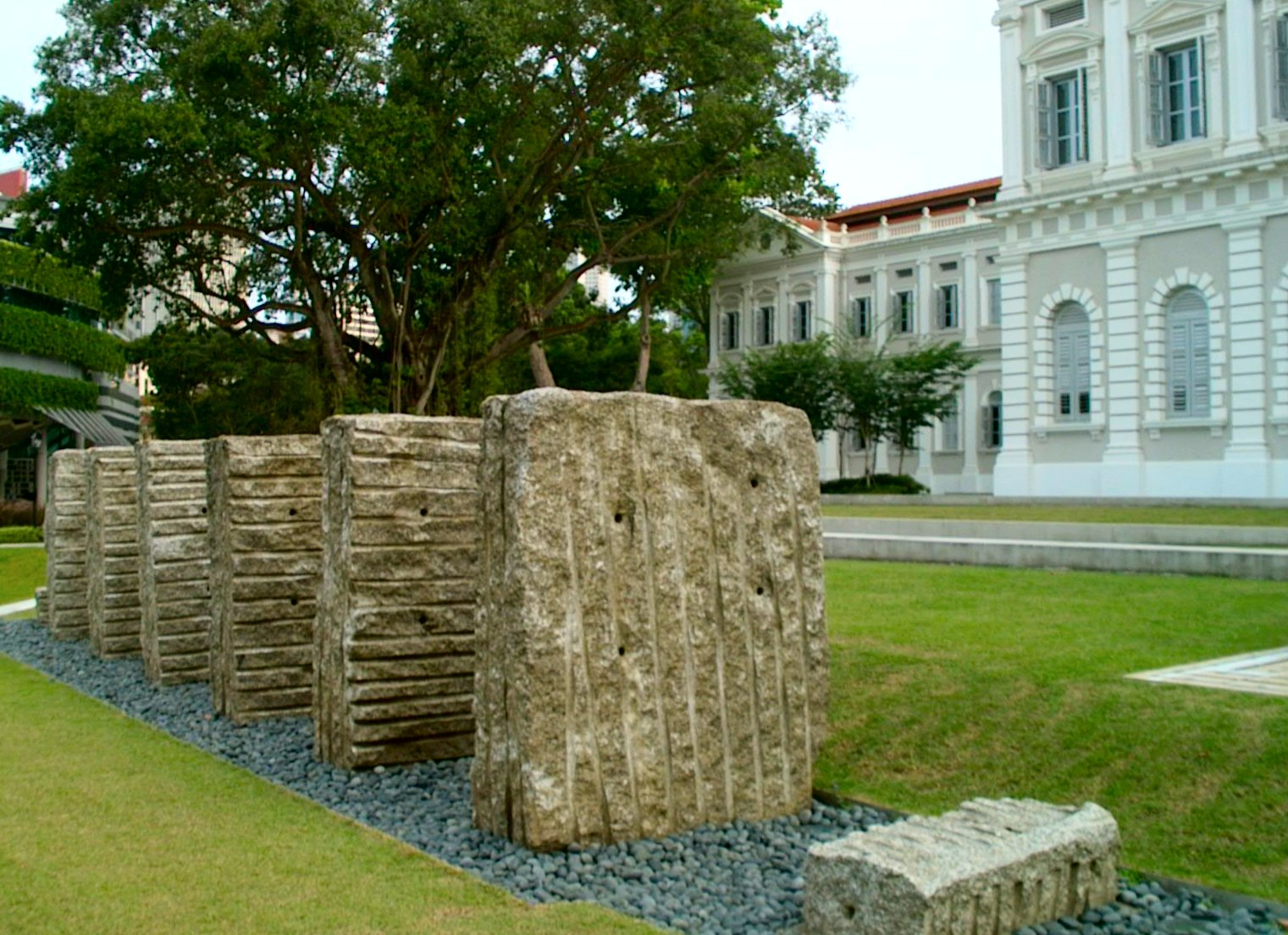
Die Skulptur 20 Tonnen, die sich auf dem Gelände des Nationalmuseums von Singapur befindet. Sie besteht aus einer Reihe von sechs geriffelten monolithischen Granitblöcken mit einem kleineren Block an jedem Ende, die alle aus einem einzigen Felsen gehauen sind
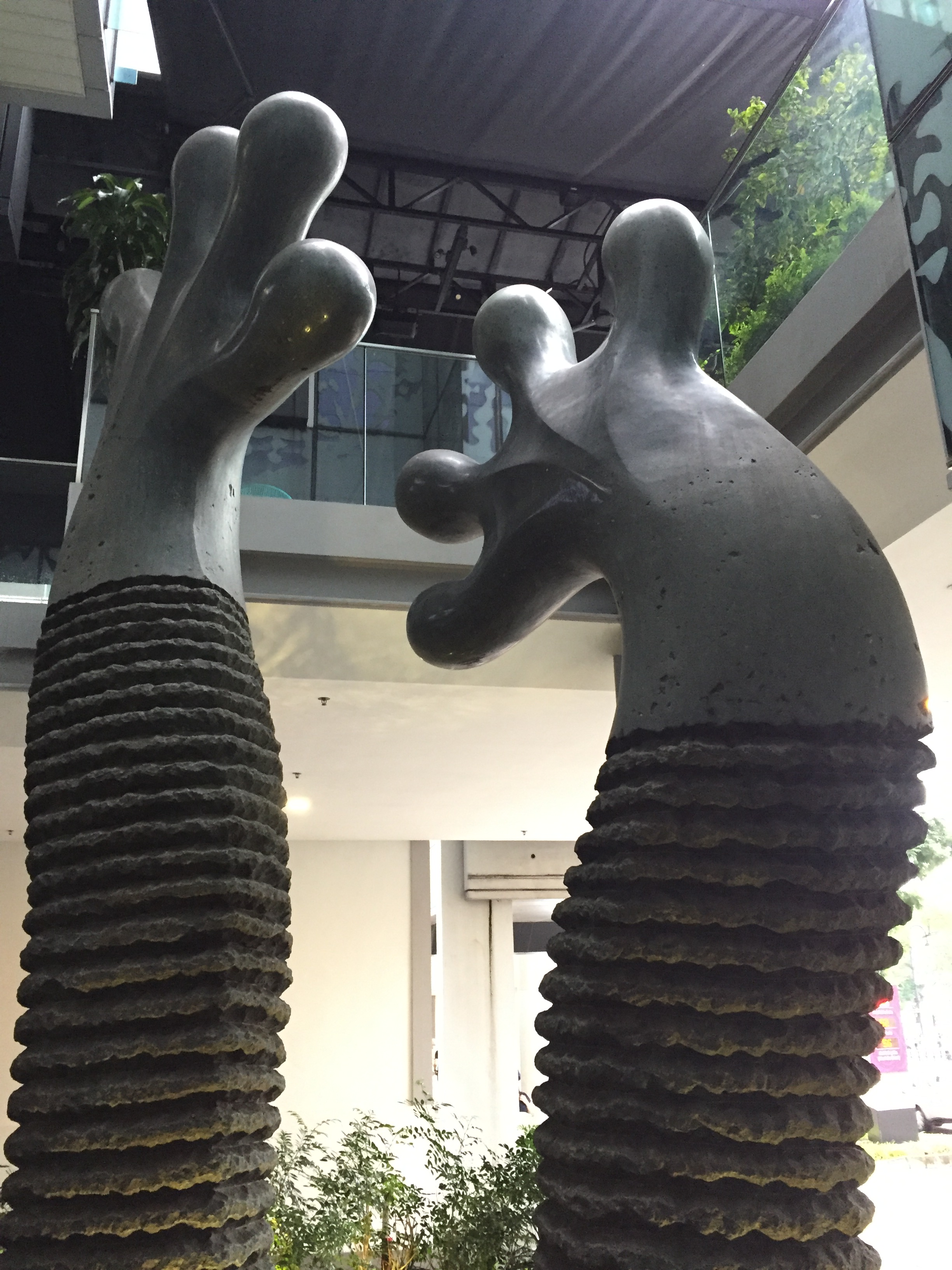
Art Tree (2006)
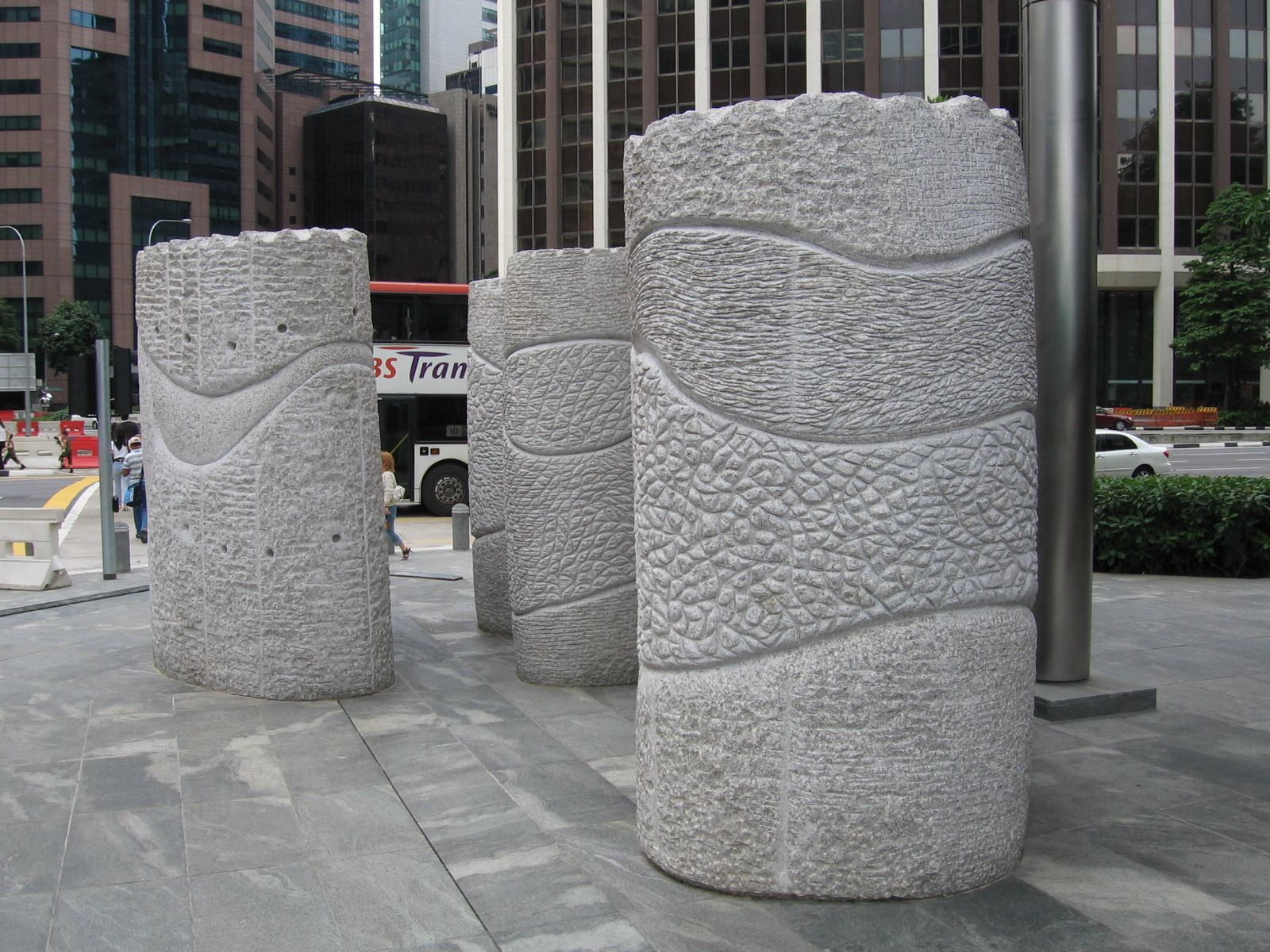
Steinskulpturen am One Marina Boulevard, Singapur

## Auszeichnungen (Auswahl)
- 1988: Best Entry Award des Singapore National Theatre Trust
- 1990: Stipendium für den Portland Sculpture Park, verliehen vom British Arts Council, UK und National Arts Council, Singapur
- 1993: Gesponsert für das International Painting and Sculpture Symposium, Indien, verliehen von der Singapore International Foundation
- 1995: Singapore Cultural Medallion
- 2005: Gewinnerin der höchsten Auszeichnung der 11. Triennale India
- 2006: Outstanding City Sculpture Award in China
- 2008: Finalist der Beijing Olympic International Tour Exhibition
- 2011: NAFA Distinguished Alumni Awards
- 2014: Singapore Women’s Hall of Fame
- 2015: Preisträgerin des „Leonardo Award for Sculpture“ Chianciano Art Biennale 2015, Italien